# Lloyd Knibb
Lloyd Knibb (8 de marzo de 1931 - 12 de mayo de 2011) fue un baterista jamaicano que comenzó su carrera en la era del ska. Tocó con The Skatalites (desde los 60 hasta su muerte) y Tommy McCook & The Supersonics. Ha grabado para los productores Lloyd "Matador" Daley y Duke Reid.

## Biografía
Knibb, como muchos músicos de la década de los 40, aprendió su oficio en las bandas de jazz. Su primer compromiso profesional fue con la banda Val Bennett, pero fue a la banda de jazz de Eric Dean, donde obtuvo los conocimientos técnicos para ejercer muchos estilos. Eric Dean lista que contenía la música de Glen Miller, así como los bailes populares de la época: rumba, cha-cha y el bolero. Knibb, capacitado para la técnica y con un amplio conocimiento de los estilos, le presentaron a las grabaciones de Coxsone, en Prince Buster, Sonia Pottinger y Duke Reid.
Knibb fue el batería de The Skatalites, donde obtuvo su mayor reconocimiento. Grabaron con Treasure Isle (Duke Reid), Studio One (Clement Dodd) y Top Hat (Phillip Yap), lanzando la música ska en la década de los 60 a una audiencia que respondía a un ritmo que era exclusivamente jamaicano. Knibb, junto a otros miembros de la formación original de The Skatalites, fueron los protagonistas en el concierto de Reggae Sunsplash en Montego Bay, Jamaica en julio de 1983. El éxito del concierto llevó a la reforma de The Skatalites como una banda de gira a tiempo completo, de la cual Knibb permaneció como miembro hasta su muerte en 2011. Su última actuación fue en Perú el 23 de abril de 2011 con la banda local Vieja Skina.
En los últimos años, Knibb residió en Hull (Massachusetts) con su compañero, John, y su mujer, Adele. Su hijo Dion también es músico y toca en el Dion Knibb & The Agitators.
La contribución de Knibb a la música jamaicano fue reconocida con la Orden de Distinción, la Medalla de Plata Musgrave y entró en el Salón de la Fama Jamaicano.
Knibb enfermó en una gira de Brasil. El 12 de mayo de 2011, después de estar enfermo durante algún tiempo con cáncer de hígado y recibir tratamiento en los Estados Unidos, los médicos le dijeron que solo le quedaban unos días de vida. Knibb viajó a St. Andrew, Jamaica, para estar con su familia, donde moriría ese mismo día. .